# Escuela literaria de Vidin
La escuela literaria de Vidin (en búlgaro: Видинска книжовна школа) de la segunda mitad del siglo siglo XIV se desarrolló con el establecimiento y el fortalecimiento del Zarato de Vidin bajo el reinado del zar Iván Esratsimir.
La escuela fue fuertemente influenciada por la escuela literaria de Tarnovo, en la medida en que Vidin se separaba del Zarato de Tarnovo, y su gobernante Iván Esratsimir, hijo de Iván Alejandro, formaba su propio Estado.
Los llamados Evangelios de Vidin (1354) y la Colección de Vidin (1360) se compilaron en el centro literario, con biografías de santos y copias de libros litúrgicos y otros.
A finales de siglo, la capital y la escuela literaria se conectó con el nombre de Joasaf de Vidin, que a petición del zar Iván Esratsimir fue ordenado en Constantinopla como obispo de Vidin en 1392, es el autor del «Panegírico en honor de Santa Filotea», en el que ofrece valiosa información histórica sobre la situación del pueblo búlgaro a finales del siglo siglo XIV: la caída de Tarnovo y los primeros años del dominio otomano.